# Frédéric François-Marsal
Frédéric François-Marsal (Parigi, 16 marzo 1874 – Gisors, 20 maggio 1958) è stato un politico francese.
È stato il Primo Ministro della Francia dall'8 giugno al 15 giugno 1924.